# Лінивка
Лінивка (Bucco) — рід дятлоподібних птахів родини лінивкових (Bucconidae).

## Поширення
Рід поширений в Південній Америці, трапляється в Колумбії, Венесуелі, Перу, на півночі Болівії і заході Бразилії.

## Класифікація
Рід включає 4 види:
- Лінивка довгопала (Bucco macrodactylus);
- Лінивка плямистогруда (Bucco tamatia);
- Лінивка колумбійська (Bucco noanamae);
- Лінивка рудоголова (Bucco capensis).